# Valget til den tyske rigsdag 1924
Valget i Tyskland december 1924 var det 17. føderale valg i Tyskland efter den tyske rigsgrundlæggelse.

## Resultater
| Parti                                                  | Mandater |
| ------------------------------------------------------ | -------- |
| SPD                                                    | 131      |
| Deutschnationale Volkspartei (DNVP - konservative)     | 103      |
| Det katolske centerparti                               | 69       |
| Deutsche Volkspartei (DVP - nationalliberale)          | 51       |
| Kommunistische Partei Deutschlands (KPD)               | 45       |
| Deutsche Demokratische Partei (DDP - liberale)         | 32       |
| Bayerische Volkspartei (BVP)                           | 19       |
| Nationalsozialistische Deutsche Arbeiterpartei (NSDAP) | 14       |
| Wirtschaftspartei des Deutschen Mittelstandes (WPDM)   | 11       |
| Bund der Landwirte                                     | 8        |
| BBMB                                                   | 6        |
| Deutsch-Hannoversche Partei (hannoverske loyalister)   | 4        |
| Totalt                                                 | 493      |

Notater: Tabellen indeholde kun de partier som blev repræsenteret i Rigsdagen.
| Valg | Spire Denne valgsartikel er en spire som bør udbygges. Du er velkommen til at hjælpe Wikipedia ved at udvide den. |